# St. Martin (Lauchröden)

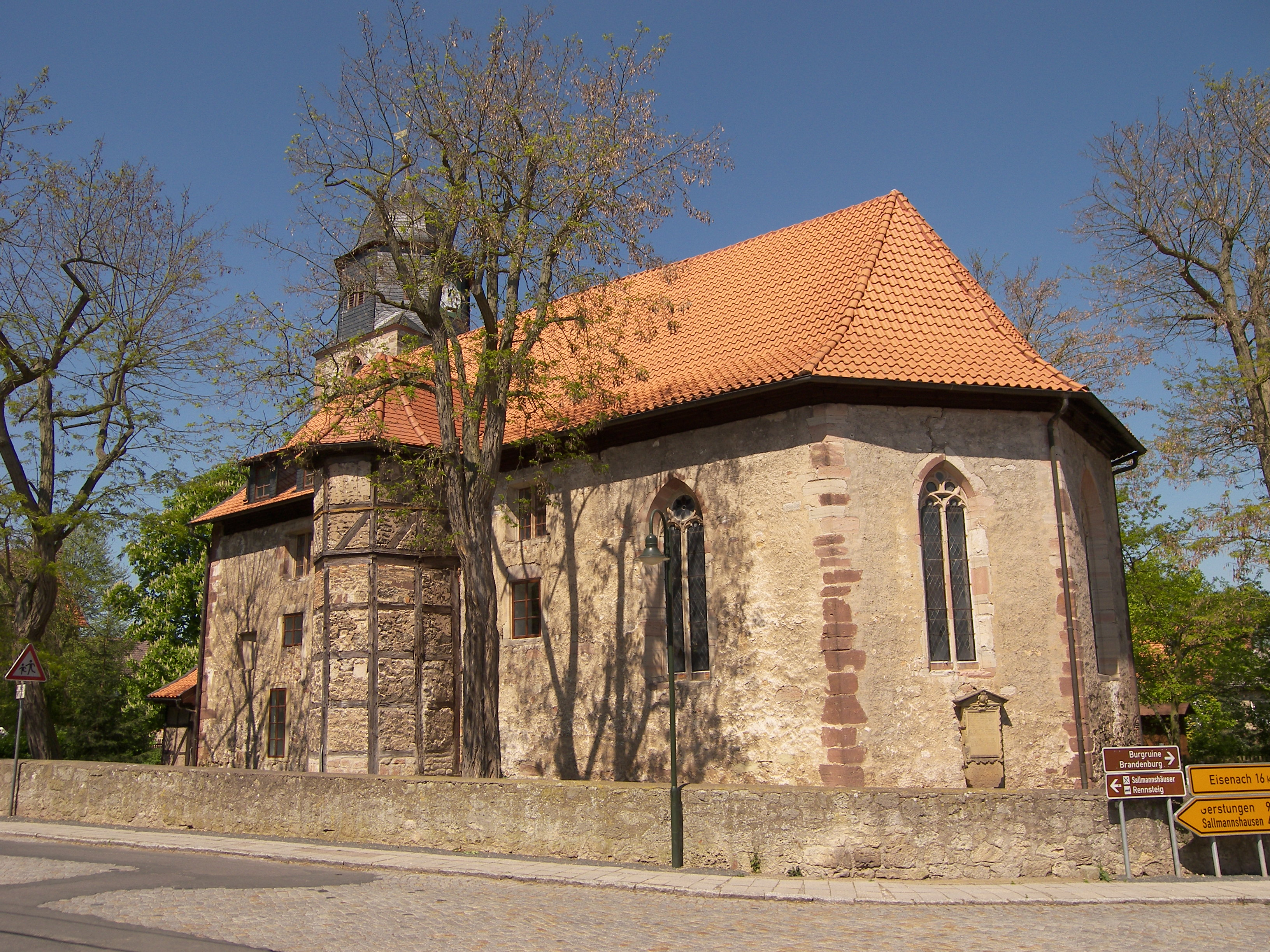
Kirche in Lauchröden

Die St.-Martin-Kirche ist die evangelisch-lutherische Kirche des Ortsteiles Lauchröden der Gemeinde Gerstungen im Wartburgkreis in Thüringen.

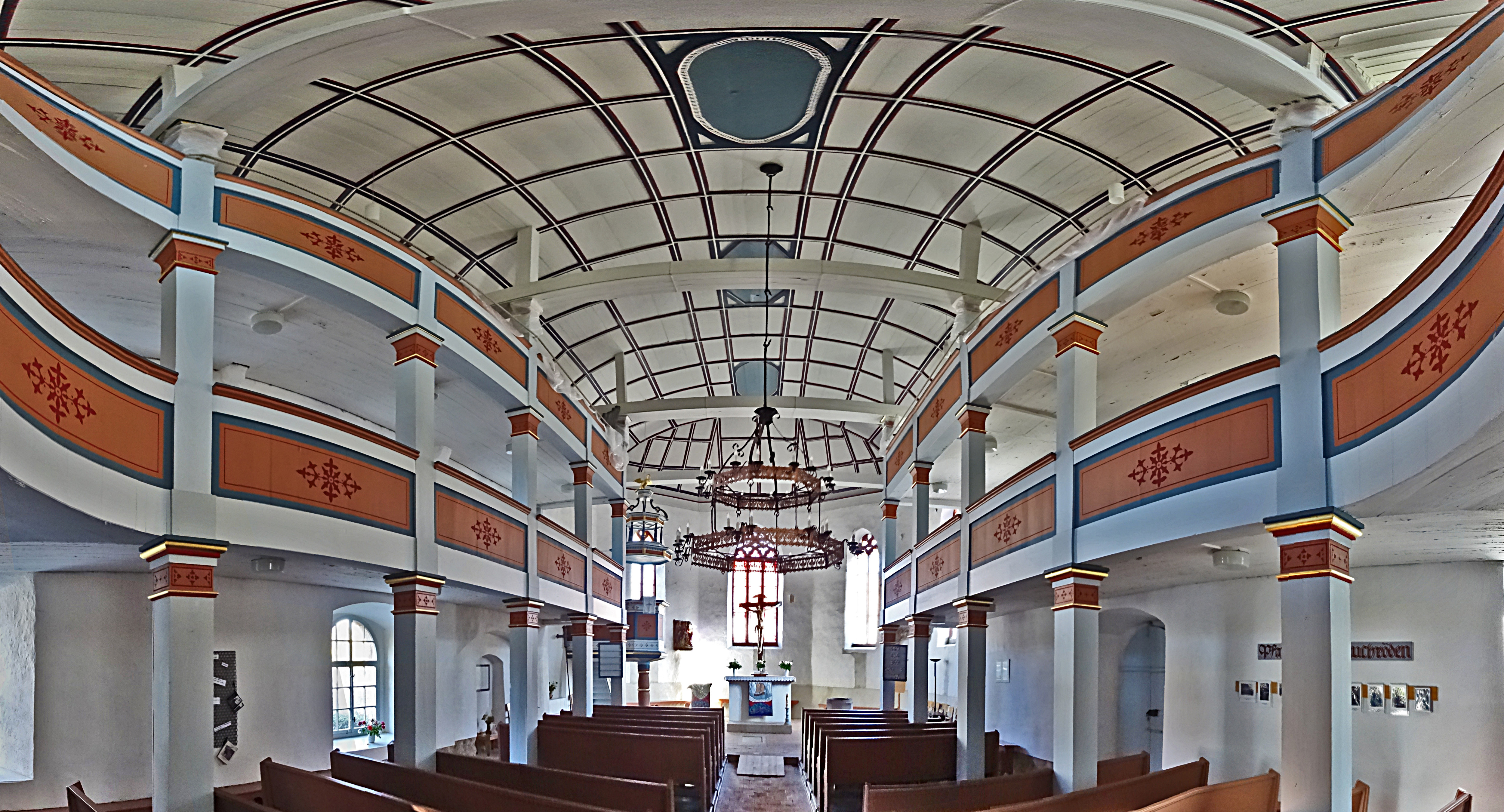
Innenansicht

## Geschichte

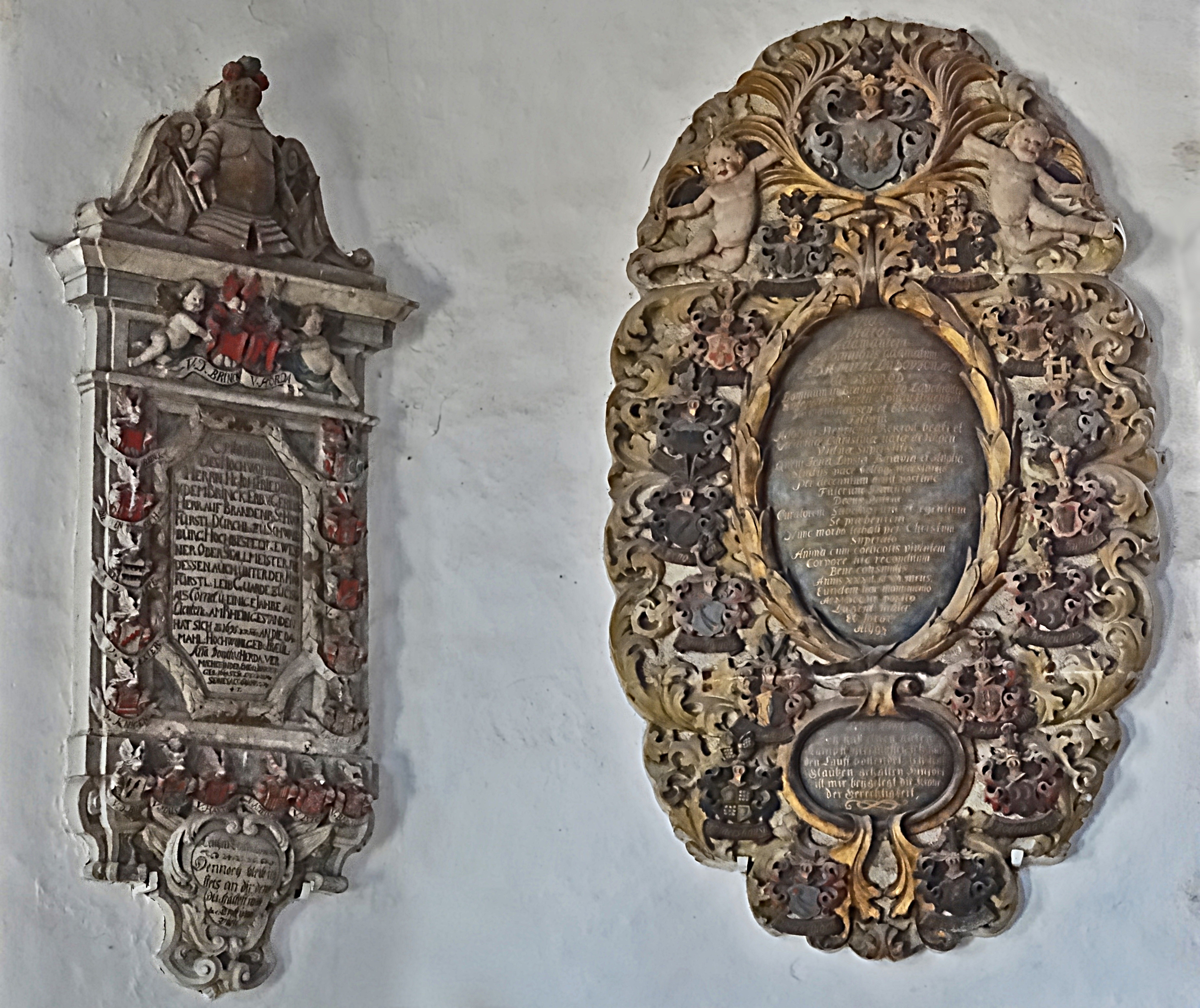
Epitaphe

Die Wurzeln der Martinskirche liegen in der Romanik, die Weihe der Martinskapelle 1144 ist zugleich die urkundliche Ersterwähnung des Ortes Lauchröden. Das Gebäude wurde im Laufe der Jahrhunderte mehrfach umgebaut.
2013 beschädigte ein Unwetter das Kirchengebäude, bei der Instandsetzung wurde eine Blitzschutzanlage installiert.

## Architektur
Auffällig sind der Kirchturm, der sich an der Westseite der Kirche befindet, sowie ein Erker aus Fachwerk an der Südseite.